# Qazaqstan Superliga 2003
La Qazaqstan Top Division 2003 è stata la 12ª edizione della massima divisione del calcio kazako. 

## Stagione

### Novità
Al termine della stagione 2002 non ci sono state retrocessioni. Dalla Birinşi Lïga sono salite Ekibastuzes, Batys, Dostyq, Taraz e Jetisý. Il numero di squadre è così salito da dodici a diciassette.
Prima dell'inizio della stagione, il Dostyq ha cambiato nome in Ordabasy.

## Classifica finale
|                       | Pos. | Squadra             | Pt | G  | V  | N  | P  | GF | GS | DR  |
| --------------------- | ---- | ------------------- | -- | -- | -- | -- | -- | -- | -- | --- |
| Kazakistan (bandiera) | 1.   | Ertis               | 78 | 32 | 25 | 3  | 4  | 59 | 20 | +39 |
|                       | 2.   | Tobyl               | 76 | 32 | 24 | 4  | 4  | 55 | 19 | +36 |
|                       | 3.   | Jeñis               | 64 | 32 | 20 | 4  | 8  | 65 | 33 | +32 |
|                       | 4.   | Atyrau              | 53 | 32 | 16 | 5  | 11 | 48 | 42 | +6  |
|                       | 5.   | Aqtóbe-Lento        | 51 | 32 | 13 | 12 | 7  | 40 | 29 | +11 |
|                       | 6.   | Ordabasy            | 49 | 32 | 15 | 4  | 13 | 33 | 29 | +4  |
|                       | 7.   | Qairat              | 49 | 32 | 14 | 7  | 11 | 51 | 42 | +9  |
|                       | 8.   | Jetisý              | 48 | 32 | 14 | 6  | 12 | 46 | 38 | +8  |
|                       | 9.   | Elimaı              | 43 | 32 | 12 | 7  | 13 | 35 | 35 | 0   |
|                       | 10.  | Shahter Qaraǵandy   | 42 | 32 | 10 | 12 | 10 | 37 | 29 | +8  |
|                       | 11.  | Esil-Bogatyrʹ       | 36 | 32 | 10 | 6  | 16 | 42 | 53 | -11 |
|                       | 12.  | Taraz               | 36 | 32 | 10 | 4  | 18 | 35 | 45 | -10 |
|                       | 13.  | Qaisar              | 36 | 32 | 9  | 7  | 16 | 26 | 42 | -16 |
|                       | 14.  | Vostok Óskemen      | 32 | 32 | 8  | 8  | 16 | 34 | 46 | -12 |
|                       | 15.  | Ekibastuzes         | 28 | 32 | 8  | 4  | 20 | 30 | 56 | -26 |
|                       | 16.  | Batys               | 26 | 32 | 8  | 2  | 22 | 25 | 74 | -49 |
|                       | 17.  | Esil Kókshetaý (-6) | 15 | 32 | 4  | 9  | 19 | 13 | 42 | -29 |

Legenda:
      Campione del Kazakistan
 Ammessa allo spareggio promozione-retrocessione
      Retrocesse in Birinşi Lïga 2004
Note:
Tre punti a vittoria, uno a pareggio, zero a sconfitta.

## Spareggio promozione-retrocessione
|                 | Risultati |                 | Luogo     |
| --------------- | --------- | --------------- | --------- |
| Ekibastuzes     | 1 - 2     | Cesna           | Ekibastuz |
| Cesna           | 2 - 1     | Ekibastuzes     | Almaty    |
|                 |           |                 |           |
| Gornıak Hromtaý | 1 - 0     | Vostok Óskemen  | Hromtaý   |
| Vostok Óskemen  | 3-0       | Gornıak Hromtaý | Óskemen   |